# Ketternschwalbach
Ketternschwalbach ist der kleinste Ortsteil der Gemeinde Hünstetten im südhessischen Rheingau-Taunus-Kreis.

## Geographie
Ketternschwalbach liegt im Hintertaunus zwischen Limburg und der Landeshauptstadt Wiesbaden und wird vom Palmbach durchflossen. Etwa 1,5 km östlich des Ortes verläuft die Bundesstraße 417, auch als Hühnerstraße bekannt, eine alte Handelsstraße. Durch den Ort führt die Landesstraße 3031.

## Geschichte
Im Jahre 1354 wurde Ketternschwalbach erstmals urkundlich erwähnt. 1364 lautete der Ortsname Ketzirswalebach. Der Name wird urkundlich in der Anfangszeit mehrfach als von „Ketzer“ abgeleitet verwendet. Ob sich der Name des Ortes von „Ketzer“ ableitet, möglicherweise im Sinne der im Pestjahr 1349 aufgetretenen Flagellanten (Geißler), die als Häretiker (Ketzer) galten oder eventuell doch noch von Heiligen Katharina (Käthe bzw. Kett) herzuleiten wäre, ist unklar.
Die kleine, heute evangelische Kirche wurde 1483 erbaut und stand ursprünglich unter dem Patrozinium von Paulinus von Trier. Ketternschwalbach war wie die ebenfalls angrenzenden Dörfer Bechtheim und Beuerbach verpflichtet, in seinem Zuständigkeitsbereich das Gebück als Grenzanlage zu pflegen. Der ab 1563 initiierte Bau der Pforten zu Wallrabenstein soll auch von den Gemeinden Ketternschwalbach, Bechtheim und Beuerbach unterstützt werden. Eine Schule wird erstmals 1688 erwähnt. 
Im Ort gibt es ein Dorfgemeinschaftshaus mit angeschlossenem Grillplatz.
Am 31. Dezember 1971 schlossen sich im Zuge der Gebietsreform in Hessen die damaligen Gemeinden Beuerbach, Kesselbach, Ketternschwalbach, Limbach, Strinz-Trinitatis und Wallbach freiwillig zur neuen Gemeinde Hünstetten zusammen. Für alle ehemals eigenständigen Gemeinden wurden Ortsbezirke mit Ortsbeirat und Ortsvorsteher gebildet. Im zentral gelegenen Wallbach wurde für die Gemeindeverwaltung ein Neubaukomplex errichtet.

## Wappen
Das Wappen zeigt einen gespaltenen Schild, vorne in Silber eine schwarze Zange, hinten in Schwarz einen silbernen Palmwedel.